# Zuila
Zuila (em árabe: زويلة; romaniz.: Zawila) é uma cidade da Líbia do distrito de Murzuque. Está a 26,9 quilômetros de Meseguine, 28,4 de Hamira e 71,4 de Temissa. Segundo censo de 2012, havia 3 402 residentes. Ela é um sítio pré-islâmico, que tem sua primeira menção histórica no relato que narra a expedição de conquista do Fezã encabeçada por Uqueba ibne Nafi após a conquista do Egito em 642. Em 761, boa parte de sua população foi massacrada por Maomé ibne Alaxate Alcuzai, porém pelo século X já estava recuperada e foi escolhida como capital dos Beni Catabe.
Ela foi tomada mais adiante pelo Império de Canem-Bornu e permaneceu sob controle deles por algum tempo, até passar ao controle de dinastia local, sobre quem pouco se sabe. Nesse tempo, Zuila era conhecida como o principal centro do comércio transaariano, com vários autores árabes medievais descrevendo-a como ponto de convergência de caravanas e escravos do Sudão. Segundo a tradição oral, a pedido da população local, foi capturada por um xarife de Fez após seu haje para Meca e cujos descendentes, os Aulade Maomé, governaram as cidades de Fezã até o século XIX.
Na segunda metade do século XIX, foi um dos polos da ordem Senussi e no século XX foi tomada pelos italianos, que fizeram um forte ali que seria bombardeado em 1943 pelos franceses. Ela foi visitada por vários exploradores europeus que viajaram no deserto do Saara ao longo do século XIX.

## História

### Idade Média

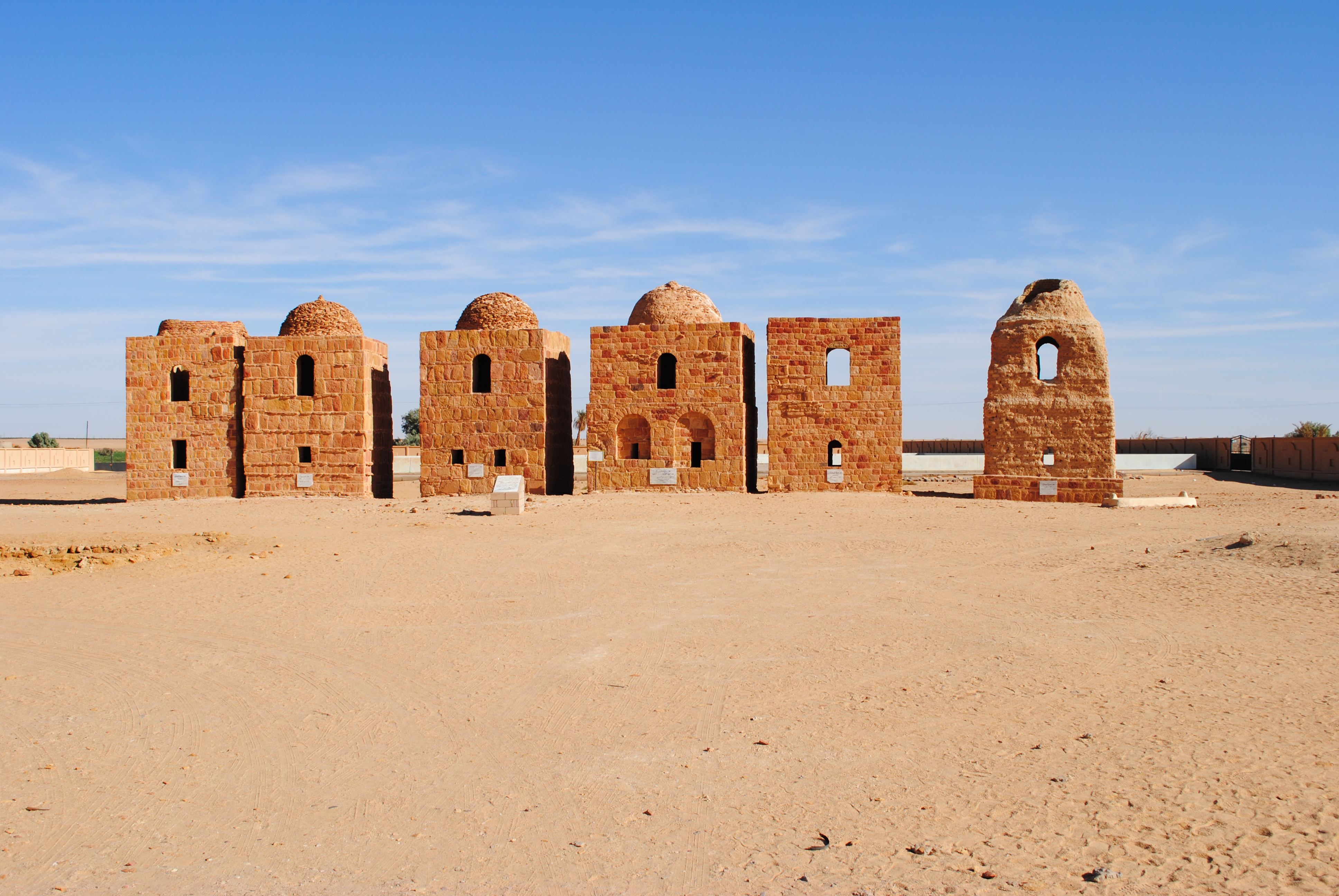
Lápides dos Saaba, em Zuila

Império de Canem-Bornu em seu zênite

Vanni Beltrami propôs que Zuila pode ser a cidade de Cilaba citada na inscrição triunfal de Lúcio Cornélio Balbo, o Jovem. Após a conquista do Egito em 642, os árabes marcharam em direção a Barca e dali Uqueba ibne Nafi foi enviado para conquistar Zuila, no Fezã. Em 761, era importante cidade na rota transaariana de Trípoli ao lago Chade quando foi atacada por Maomé ibne Alaxate Alcuzai que massacrou boa parte da população ibadita de Zuila, inclusive seu líder. No século X, Dreses cita que foi fundada em 918-919 por Abedalá ibne Catabe, nobre berbere huara, e fez dela sua capital. Tal afirmação possibilitou a ideia de que a cidade conquistada por Uqueba seja outra, mas novas evidências descobertas mediante trabalhos arqueológicos têm indicado que a cidade já existia antes da chegada dos árabes de Uqueba, o que confirma que trata-se do mesmo lugar, e o relato de Dreses seria indício de uma "refundação", que se traduz com a adição de uma nova cidadela fora do sítio preexistente. É também possível que essa refundação tenha ocorrido após um breve período de abandono do sítio decorrente da guerra dos locais com a confederação mazata, um ramo dos zenetas.
Nessa época, Zuila era considerada capital do complexo de oásis do Fezã. Era conhecida pelos couros curtidos, palmeiras e cereais irrigados por camelo e seu papel no comércio. Estava a 15 dias de marcha de Cauar, notória cidade-oásis envolvida no comércio sudanês, e 16 dias de Misurata na costa mediterrânea. Iacubi (século IX) cita-a como centro ibadita habitado por gente do Coração, Baçorá e Cufa, bem como que se capturavam escravos negros miris, zagauas e murrus e outros povos do Sudão com auxílio de Cauar; Abu Ixaque (século X) disse que escravos negros vendidos em países islâmicos eram sudaneses e muitos convergiam ali; Biruni (século XI) descreveu-a como porta dos escravos importados; Albacri mencionou-a como cidade não amuralhada no centro da rede de rotas comerciais com mesquita congregacional, termas e mercados, onde escravos eram comprados por miúdos pedaços de pano vermelho; e o Alistibsar (século XII) cita-a como grande e antiga e local de reunião de caravanas e escravos. Zuila é o único sítio que no século XI há evidência de cunhagem.
Sob o maí Arcu (r. 1023–1067), foi instalada uma colônia de escravos em Zuila e ao que parece esse monarca do Império de Canem faleceu ali, sob circunstâncias desconhecidas. O governo Beni Catabe sobre Zuila durou até o século XII, quando o turco Xerfadim Caracuxe invadiu o Fezã do Egito, matou o último dinasta e marchou em conquista pelo país. Tempos depois, porém, sua relevância atraiu a atenção de Canem, que conquistou-a sob o maí Dunama Dibalemi (r. 1220–1259). Para garantir sua dominação, colocou em Tragane um homem de sua confiança, possivelmente um tubu, que fundou a dinastia de Banu Naçor. O maí continuou a exercer tutela sobre Zuila, ou mesmo plena soberania, pois  uma guarnição subordinada ficou estacionada entre cerca de 1300 e cerca de 1500.

### Modernidade

Expansão da Líbia italiana

No século XIV, guerras intestinas em Canem enfraqueceram sua autoridade sobre o Fezã e logo a região caiu sob controle da família Cormane, que escolheu Zuila como capital. O pouco que se sabe sobre eles advém da tradição oral, que afirma que em dado momento um xarife de Marrocos, ao passar pela região em sua haje rumo a Meca, recebeu súplicas da população para expulsá-los do país, pois eram odiados. Ao que parece eles foram efetivamente expulsos e quando o xerife retornou de Meca, se estabeleceu no país e seus descendentes fundaram a dinastia de Aulade Maomé, que  governou o país até o século XIX.
Desde 1850, era um dos principais centros de propagação da ordem Senussi; os outros eram Gate, Gadamés, Socna e Uau; depois eles expandiram-se ao sul em direção a Gatrone. Quando visitada pelo explorador alemão Moritz von Beurmann, ele estimou que sua população era de 400 pessoas. Outros afirmaram que era governada por xurafas (lit. "descendentes do profeta"), distinto setor da população do oásis de Jufra, que vivia em Uadane, e que se dizia vir do Marrocos.  Em 1943, o forte italiano instalado em Zuila durante a ocupação da Líbia pela Itália foi fortemente bombardeado pelos franceses.

### Arqueologia
Zuila em seu zênite ocupou 20 hectares e não foi cercada por muralha. Rica cerâmica e vidro romano foram encontrados junto com um grupo de cemitérios no canto sul, indicando uma origem garamante. No tempo da visita de Friedrich Hornemann, descreveu-se ruínas de edifícios que tinham um muro grosso que foi considerado um alcácer. O alcácer, situado no canto sul, é também uma reminiscência do período Garamente Tardio (400–700) e se assemelha ao Alcácer de Xarraba do Uádi Barjuje. Também há 6 túmulos dos Bani Catabe; são construções simples, quadrangulares, construídas em blocos de pedra local e cobertas com pequena cúpula.
A mesquita local, estilisticamente semelhante àquelas encontradas na Ifríquia à época do Califado Fatímida (r. 909–1171), presumivelmente é a mesquita congregacional citada por Albacri. Desse edifício, chamado Mesquita Branca, estão preservados o muro leste, o pódio (mimbar) e as torres sudoeste e sudeste. Apesar de aparentar afinidade com as mesquitas fatímidas, a datação obtida através de uma pedra do muro leste do edifício sugere que sua construção provavelmente aconteceu entre o final do século VII e meados do IX.
Ao norte da mesquita, o possível sítio do assentamento mais antigo, há uma cidadela fortificada de 3-35 hectares. De suas muralhas restam alguns trechos de pé com altura de seis metros e feitos de taipa, algo sem paralelo no Fezã e Líbia, mas comum no sul do Marrocos e oeste da Argélia. Foi possivelmente edificada no século X e sua existência defronta a descrição de Albacri, exceto se considerado que a maior parte da cidade permaneceu fora de seu perímetro, o que fez desse recinto um forte ou efetivamente uma cidadela. As datas deste e doutros edifícios sugere que houve significativo investimento em Zuila entre os séculos VIII-X num momento que outros sítios do Fezã estavam em declínio.